# Generoso (nome)
Generoso  è un nome proprio di persona italiano maschile.

## Varianti
- Femminili: Generosa[1][2]

## Origine e diffusione
Dal nome medievale Generoso, che alla lettera significa "di buona stirpe", "di nobili natali", in senso lato "di nobili sentimenti". Etimologicamente, in effetti, l'aggettivo "generoso" (dal latino generosus) deriva direttamente dal sostantivo latino genus - generis, nel significato di "stirpe, famiglia"; va detto, a tal proposito, che nel Medioevo la generosità era una distinzione nobiliare.
Per quanto riguarda la sua diffusione, il nome Generoso è particolarmente utilizzato in Campania, dove è più forte il culto verso i santi così chiamati. Per semantica, può essere accostato al nome arabo Karim.

## Onomastico
L'onomastico si può festeggiare in memoria di più santi, alle date seguenti:
- 8 maggio, san Generoso, martire, venerato a Ortona dei Marsi
- 17 luglio, san Generoso, vescovo di Tivoli e martire[4]
- 17 luglio, santa Generosa, martire con altri compagni a Scilio sotto Marco Aurelio[5][6]

## Persone

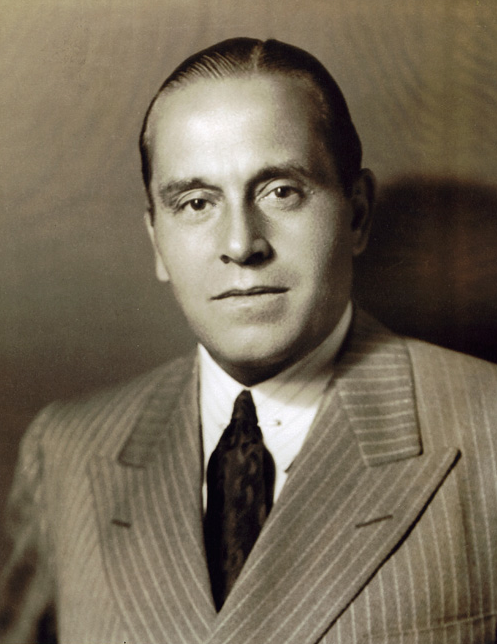
Generoso Pope

- Generoso di Tivoli, vescovo italiano
- Generoso Dattilo, arbitro di calcio e dirigente arbitrale italiano
- Generoso Márquez, cestista cubano
- Generoso Pope, imprenditore e politico italiano naturalizzato statunitense
- Generoso Rossi, calciatore italiano
- Generoso Simeone, politico italiano